# الاركون
بلدية الاركون (بالإسبانية: Alarcón)‏، هي إحدى بلديات مقاطعة قونكة إحدى مقاطعات إسبانيا، والتي تقع في منطقة قشتالة والمنشف وسط البلاد، والمائلة لجهة الشرق من إسبانيا.
يبلغ عدد سكانها 176 نسمة وفقاً لإحصائية سنة (2007).